# 藤原元名
藤原 元名（ふじわら の もとな）は、平安時代前期から中期にかけての公卿。藤原北家、参議・藤原清経の三男。官位は正四位下・参議。

## 経歴
醍醐朝前期に兵庫助を務め、延喜14年（914年）従五位下に叙爵し、延喜17年（917年）玄蕃頭に任ぜられる。延喜21年（921年）能登守に遷ると、延長5年（927年）備後守と醍醐朝後期は地方官を務め、延長5年（927年）治国の功労により従五位上に叙せられた。
その後も、承平2年（932年）伊予守、承平6年（936年）大和守、天慶5年（942年）美濃権守、天慶10年（947年）丹波守と村上朝前期まで約30年の長きに亘って地方官を務め、この間の承平7年（937年）正五位下、天慶4年（941年）従四位下と昇進している。
元名が伊予守として赴任した際に伴い、伊予掾に任じたのが従兄弟（大宰少弐・藤原良範）の子にあたる藤原純友である。血筋は悪くないが父を早くに亡くしていた純友は、縁者の元名に引き立てられた、とも言える。元名の命を受けて、純友は瀬戸内に跋扈する海賊を鎮圧していたが、そのことを通じて現地の海賊と縁ができ、また自身も勢力を蓄え、4年後に元名が大和守となる頃には海賊の頭目とも呼ばれるようになる。元名が任期を終えて帰京した後も弟・純乗らと共に現地に留まり勢力を拡大、瀬戸内から大宰府・北九州を巻き込んだ承平天慶の乱へと繋がっていく。
元名は天暦6年（952年）従四位上・民部大輔に叙任されて京官に復すが、翌天暦7年（953年）には早くも山城守として地方官に戻る。天暦8年（954年）大宰大弐に任ぜられ、大弐任官のまま天徳2年（958年）74歳にして参議に任ぜられ公卿に列す。議政官となっても、大弐に次いで讃岐守と地方官を兼帯したほか、宮内卿も兼ね、この間の応和2年（962年）正四位下に至る。
康保元年（964年）2月に致仕し、8月に出家。法名は尋覚。最終官位は参議宮内卿正四位下。康保2年（965年）4月18日薨去。享年81。

## 官歴
『公卿補任』による。
- 延喜5年（905年） 2月17日：兵庫助
- 延喜14年（914年） 正月7日：従五位下（陽成院御給）
- 延喜17年（917年） 9月：玄蕃頭
- 延喜21年（921年） 8月11日：能登守
- 延長5年（927年） 正月12日：備後守。3月26日：従五位上（治国）
- 承平2年（932年） 正月27日：伊予守
- 承平6年（936年） 8月15日：大和守
- 承平7年（937年） 正月7日：正五位下
- 天慶4年（941年） 正月9日：従四位下
- 天慶5年（942年） 3月29日：美濃権守
- 天慶10年（947年） 2月1日：丹波守
- 天暦6年（952年） 正月8日：従四位上。正月11日：民部大輔
- 天暦7年（953年） 正月29日：山城守
- 天暦8年（954年） 3月14日：大宰大弐
- 天徳2年（958年） 閏7月28日：参議、大弐如元
- 天徳3年（959年） 日付不詳：去大弐
- 天徳4年（960年） 正月24日：兼讃岐守。9月21日：兼宮内卿
- 応和2年（962年） 正月7日：正四位下
- 康保元年（964年） 2月23日：致仕。8月：出家（参議宮内卿正四位下）
- 康保2年（965年） 4月18日：薨去

## 系譜
- 父：藤原清経
- 母：藤原栄子 - 皇太后高子女房、従三位
- 妻：藤原村椙の娘
  - 男子：藤原君章（?-?）
- 妻：藤原扶幹の娘
  - 次男：藤原文範（909-996）
  - 男子：藤原条章
  - 四男：藤原国章（?-985）
  - 女子：藤原淑子 - 藤原敦敏正室、佐理母
- 妻：源英明の娘
  - 男子：藤原知章（?-1013）